# Nathasha Pemba
 (mars 2025).
Motif : Ou sont les sources secondaires ?
- Archive Wikiwix
- Bing
- Cairn
- DuckDuckGo
- E. Universalis
- Gallica
- Google
- G. Books
- G. News
- G. Scholar
- Persée
- Qwant
- (zh) Baidu
- (ru) Yandex
- (wd) trouver des œuvres sur Wikidata

| 1. | Préciser le motif de la pose du bandeau. | Précisez le motif de la pose du bandeau en utilisant la syntaxe suivante : {{admissibilité à vérifier\|date=mai 2025\|motif=remplacez ce texte par le motif}}                       |
| 2. | Informer les utilisateurs concernés.     | Pensez à avertir le créateur de l'article, par exemple, en insérant le code ci-dessous sur sa page de discussion : {{subst:avertissement admissibilité à vérifier\|Nathasha Pemba}} |

Pénélope-Natacha Mavoungou-Pemba, connue sous le nom de Nathasha Pemba, née en 1976 à Pointe-Noire, République du Congo, est une philosophe, écrivaine et chercheuse  et féministe canadienne-congolaise d'expression française.
Docteure en philosophie, elle est reconnue pour ses travaux sur le féminisme, le vivre-ensemble, le leadership féminin et l’égalité démocratique, notamment à travers l’analyse de l’œuvre d’Alexis de Tocqueville et son travail sur Marie Gérin-Lajoie. Elle est également saluée pour son engagement littéraire et son exploration des questions éthiques, sociales et culturelles dans les contextes africain et global.

## Biographie

### Famille et Jeunesse
Fille d'un entrepreneur en bâtiment, Mavoungou Clemh Dieudonné et d'une infirmière, Moutsiha Colette, Pénélope-Natacha Mavoungou-Pemba est originaire de Pointe-Noire, en République du Congo. Elle a suivi un parcours académique international, débutant par des études en philosophie à l’Université catholique d’Afrique centrale (UCAC) à Yaoundé, au Cameroun, où elle obtient une licence en philosophie, option classique. Pénéloppe-Natacha est la dernière d'une famille de trois enfants dont une fille, Princia Laure Mavoungou, et d'un garçon, Mavoungou-Makosso Beltron.
En 2011, elle obtient un Master en philosophie, spécialité Éthique, Cultures et Humanités, à l’Institut Catholique de Toulouse, sanctionné par un mémoire intitulé : Les reformulations rawlsiennes des principes de la justice. En 2012, elle obtient un Master à l’Institut d’Études Politiques de Toulouse, spécialité Droit, Économie et Gestion, avec une spécialisation en Politiques et Sécurité. Ce diplôme est validé par un mémoire de recherche intitulé : La médiation sociale et la prévention de la délinquance : le cas du CLSPD de la ville de Pamiers. En 2013, lle poursuit ses recherches doctorales en cotutelle, à l’Institut catholique de Toulouse en France et à l’Université Laval au Québec. Elle y soutient sa thèse de doctorat en philosophie le 13 avril 2018, intitulée Alexis de Tocqueville et le problème de l’égalité démocratique. Ella a aussi suivi une formation de trois ans en spiritualité thérésienne à l’Institut d’Études Thérésiennes à Lisieux.
De 2019 à 2021, Pénéloppe-Natacha Mavoungou-Pemba effectue un stage postdoctoral en théologie pratique à l’Université Laval de Québec, à la Faculté de Théologie et de Sciences Religieuses. Elle y mène des recherches sur la thématique du vivre-ensemble dans les écrits de Marie Gérin-Lajoie, dans une perspective d’éthique chrétienne.
Elle obtient en 2023 un certificat en révision linguistique à l’Université Laval, et en 2024 un Diplôme d'Études Supérieures Spécialisées en études pastorales – accompagnement spirituel en milieu de santé, au sein de la même université.
D'abord enseignante en éthique,culture religieuse et en philosophie, elle s’est également investie dans l'intervention sociale, notamment auprès des jeunes et des femmes en République du Congo et dans des projets de prévention de la délinquance en France. Elle a enseigné  la philosophie au Philosophat Gorges Firmin Singhat de Brazzaville (Grand séminaire), l'éthique en entreprise à l'Institut Supérieur de Technologie ISTAC, l’éthique des affaires et le développement durable à l’École africaine de développement de Pointe-Noire, et le leadership chrétien ainsi que la confiance en soi au CFCI à Oshawa. En 2022, elle a fondé le magazine culturel francophone Ou' Tam 'Si Magazine, qui se positionne comme un passeur de cultures francophones du monde, à travers les littératures, les rencontres et les cultures globales. Ce magazine est inspiré de l’engagement de l’écrivain congolais Tchicaya U Tam’Si, originaire de la même ville qu'elle.
Membre associée de l’Institut d’éthique appliquée (IDÉA) et membre fondatrice de la Communauté de recherche sur les enjeux africains de la faculté de théologie et des sciences religieuses de l’Université Laval, Nathasha Pemba est, depuis 2024, coordinatrice du volet académique du projet de mise en valeur du matrimoine de Marie Gérin-Lajoie au sein de l’Institut Notre-Dame du Bon-Conseil de Montréal.

## Publications principales

### Ouvrages académiques
- Le Dictionnaire universel des femmes créatrices (contributrice, Paris, Bélin, 2014)
- Les réalités et les défis d’une renaissance africaine (co-auteure, Paris, L’Harmattan, 2015)[4].
- Alexis de Tocqueville et le problème de l’égalité démocratique (thèse, 2018)[1].
- La philosophie du développement humain (co-auteure avec François-Xavier Akono, Paris, L’Harmattan, 2020)[5].
- Encyclopedia of African Religions and Philosophy, Fiche : André Matsoua ( contributrice, Springer, 2021).
- L'altérité : Figurations littéraires et médiatiques (collectif, Moncton, Perce-Neige, 2023).

### Œuvres littéraires
Sous le pseudonyme de Nathasha Pemba, Pénélope-Natacha Mavoungou-Pemba mène une carrière littéraire prolifique. Elle est membre du Collectif des femmes écrivaines du Congo-Brazzaville et a contribué à plusieurs ouvrages collectifs. Parmi ses publications notables :
- Sirène des sables (2014, Paris, L’Harmattan,)[6].
- Polygamiques (2015, Paris, La Doxa).
- Les passants de Québec (Lanoraie, Apothéose, 2017)[7].
- Franchissements (2020, Paris, Librinova).
- Aïcha Bah Diallo. Tant qu'il y aura des filles ( co auteure avec Aïcha Bah Diallo, Ouagadougou, Lakalita, 2021).
- Jusqu’à ce que mort s'ensuive!. Livre collectif sur les violences basées sur le genre en Afrique ( collectif des femmes, Ouagadougou, Lakalita, 2021).
- Marie Gérin-Lajoie. Un leadership transformationnel au féminin, essai (Oshawa, Terre d'accueil, 2023).

### Articles Connexes
- Philosophie africaine
- Alexis de Tocqueville
- Marie Gérin-Lajoie
- Marie Lacoste Gérin-Lajoie
- Dina Bélanger